# Chromonephthea tentoriae
Chromonephthea tentoriae är en korallart som beskrevs av van Ofwegen 2005. Chromonephthea tentoriae ingår i släktet Chromonephthea och familjen Nephtheidae. Inga underarter finns listade i Catalogue of Life.